# 新宅純二郎
新宅 純二郎（しんたく じゅんじろう、1958年9月30日 - ）は、日本の経済学者。学位は、博士（経済学）。明治大学経営学部特任教授。

## 略歴
福岡県生まれ。1977年開成高等学校卒業。1982年東京大学経済学部卒業、1989年同大学院博士課程満期退学。1993年「既存産業の脱成熟と競争戦略」で東京大学から博士（経済学）の学位を取得。
1989年学習院大学経済学部専任講師となり、1990年助教授、1996年東京大学大学院経済学研究科助教授、2007年准教授、2012年教授、2024年に東大を退職し、明治大学特任教授。

## 著書
- 『日本企業の競争戦略 成熟産業の技術転換と企業行動』有斐閣 1994（組織学会高宮賞受賞[3]）

### 共編著
- 『デファクト・スタンダードの本質 技術覇権競争の新展開』許斐義信、柴田高共編 有斐閣 2000
- 『日本の企業間競争』宇田川勝、橘川武郎共編 有斐閣 2000
- 『競争戦略のダイナミズム』淺羽茂共編 日本経済新聞社 2001
- 『電子社会と市場経済 情報化と経済システムの変容』奥野正寛、竹村彰通共編著 新世社 ライブラリ電子社会システム 2002
- 『ゲーム産業の経済分析 コンテンツ産業発展の構造と戦略』田中辰雄、柳川範之共編 東洋経済新報社 2003
- 『中国製造業のアーキテクチャ分析』藤本隆宏共編著 東洋経済新報社 経済政策分析シリーズ 2005
- 『リサーチ・マインド経営学研究法』藤本隆宏、高橋伸夫、阿部誠、粕谷誠共著 有斐閣アルマ 2005
- 『コンセンサス標準戦略 事業活用のすべて』江藤学共編著 日本経済新聞出版社 2008
- 『フリーコピーの経済学 デジタル化とコンテンツビジネスの未来』柳川範之共編 日本経済新聞出版社 2008
- 『ものづくりの国際経営戦略 アジアの産業地理学』天野倫文共編 有斐閣 東京大学ものづくり経営研究シリーズ 2009
- 『グローバルビジネス戦略』渡部俊也編 元橋一之、小川紘一、立本博文、富田純一共著 白桃書房 東京大学知的資産経営総括寄付講座シリーズ 2011
- 『経営戦略入門 マネジメント・テキスト』網倉久永共著 日本経済新聞出版社 2011
- 『ビジネスモデルイノベーション』渡部俊也編 妹尾堅一郎、小川紘一、立本博文、高梨千賀子共著 白桃書房 東京大学知的資産経営総括寄付講座シリーズ 2011
- 『ケースに学ぶ国際経営』吉原英樹、白木三秀、浅川和宏共編 有斐閣ブックス 2013
- 『グローバル化と日本のものづくり 新訂』藤本隆宏共編著 放送大学教育振興会 2015
- 『新興国市場戦略論 拡大する中間層市場へ・日本企業の新戦略』天野倫文、中川功一、大木清弘共編 有斐閣 東京大学ものづくり経営研究シリーズ 2015
- 『日本のものづくりの底力』藤本隆宏、青島矢一共編著 東洋経済新報社 2015
- 『ものづくりの反撃』中沢孝夫、藤本隆宏共著 ちくま新書 2016

## 論文
- CiNii>新宅純二郎